# فهرست جایزه‌ها و نامزدی‌های لرد
لرد (زادهٔ ۱۹۹۶) خواننده و ترانه‌نویس نیوزیلندی است. او در سال ۲۰۱۳، نخستین ای‌پی خود، ایی‌پی باشگاه عشق و نخستین آلبوم استودیویی خود، قهرمان محض را منتشر کرد. لرد در سال ۲۰۱۳ جایزه موسیقی نیوزیلند را برای ایی‌پی باشگاه عشق و در ۲۰۱۴ جایزه موسیقی جایزه موسیقی تیت را برای قهرمان محض دریافت کرد. نخستین تک‌آهنگ او با عنوان «سلطنتی‌ها» در طی سال ۲۰۱۳ تا ۲۰۱۴ جایزه‌های و نامزدی‌های متعددی از جمله یک جایزه ای‌پی‌آرای، یک جایزه موسیقی بیلبورد و یک جایزه موزیک ویدئوی ام‌تی‌وی را کسب کرد. تک‌آهنگ او در دو رده ترانه سال و بهترین اجرای پاپ تک‌نفره از پنجاه و ششمین مراسم جایزه گرمی برنده شد.
لرد در چهار ترانه از موسیقی متن برای فیلم بازی‌های گرسنگی: زاغ مقلد - بخش ۱، از جمله تک‌آهنگ «شکوه و خون» دخیل بود. لرد با تک‌آهنگ «شکوه و خون» نامزدی بهترین ترانه غیراقتباسی در جوایز گلدن گلوب و بهترین ترانه در جوایز گزینش منتقدان فیلم را در سال ۲۰۱۵ به دست آورد. دومین آلبوم استودیویی او، ملودراما که در سال ۲۰۱۷ منتشر شد، برنده یک جوایز موسیقی نیوزیلند شد و در مراسم جوایز گرمی ۲۰۱۸ یک نامزدی برای دریافت بهترین آلبوم سال را به‌دست‌آورد. به‌طور کلی، او تا ژوئیه ۲۰۱۸، ۴۲ جایزه و ۸۳ نامزدی دریافت کرده‌است.

## جایزه‌ها و نامزدی‌ها
| جایزه                                     | سال                | دریافت‌کننده(ها) و نامزد(ها)        | رده                                           | نتیجه    | منا.          |
| ----------------------------------------- | ------------------ | ---------------------------------- | --------------------------------------------- | -------- | ------------- |
| جوایز موسیقی آمریکا                       | ۲۰۱۴               | لرد                                | هنرمند زن برگزیده پاپ/راک                     | نامزدشده | [ ۶ ]         |
| جوایز موسیقی آمریکا                       | ۲۰۱۴               | لرد                                | هنرمند برگزیده آلترناتیو                      | نامزدشده | [ ۶ ]         |
| جوایز موسیقی آمریکا                       | ۲۰۱۴               | قهرمان محض                         | آلبوم پاپ/راک برگزیده                         | نامزدشده | [ ۶ ]         |
| جوایز ای‌پی‌آرای استرالیا                   | ۲۰۱۴               | لرد                                | دستاورد برجسته بین‌المللی                      | برنده    | [ ۷ ]         |
| جوایز موسیقی ای‌آرآی‌ای                     | ۲۰۱۴               | قهرمان محض                         | بهترین هنرمند بین‌الملل                        | نامزدشده | [ ۸ ]         |
| جوایز موسیقی ای‌آرآی‌ای                     | ۲۰۱۷               | ملودراما                           | بهترین هنرمند بین‌المللی                       | نامزدشده | [ ۹ ]         |
| جوایز موسیقی ای‌اس‌سی‌ای‌پی پاپ               | ۲۰۱۴               | «سلطنتی‌ها»                         | Most Performed Songs                          | برنده    | [ ۱۰ ]        |
| جوایز موسیقی بی‌بی‌سی                       | ۲۰۱۴               | لرد                                | بهترین هنرمند بین‌الملل                        | نامزدشده | [ ۱۱ ]        |
| جوایز موسیقی بی‌بی‌سی                       | ۲۰۱۴               | «سلطنتی‌ها»                         | ترانه سال                                     | نامزدشده | [ ۱۱ ]        |
| جوایز موسیقی بی‌بی‌سی                       | ۲۰۱۷               | لرد                                | هنرمند سال                                    | نامزدشده | [ ۱۲ ]        |
| جوایز موسیقی بیلبورد                      |                    |                                    |                                               |          |               |
| ۲۰۱۴                                      | لرد                | New Artist of The Year             | برنده                                         | [ ۱۳ ]   |               |
| ۲۰۱۴                                      | لرد                | Top Female Artist                  | نامزدشده                                      | [ ۱۳ ]   |               |
| ۲۰۱۴                                      | لرد                | Top Hot 100 Artist                 | نامزدشده                                      | [ ۱۳ ]   |               |
| ۲۰۱۴                                      | لرد                | Top Digital Songs Artist           | نامزدشده                                      | [ ۱۳ ]   |               |
| ۲۰۱۴                                      | لرد                | Top Radio Songs Artist             | نامزدشده                                      | [ ۱۳ ]   |               |
| ۲۰۱۴                                      | لرد                | Top Rock Artist                    | نامزدشده                                      | [ ۱۳ ]   |               |
| ۲۰۱۴                                      | «سلطنتی‌ها»         | Top Hot 100 Song                   | نامزدشده                                      | [ ۱۳ ]   |               |
| ۲۰۱۴                                      | «سلطنتی‌ها»         | برترین ترانه دیجیتال               | نامزدشده                                      | [ ۱۳ ]   |               |
| ۲۰۱۴                                      | «سلطنتی‌ها»         | Top Radio Song                     | نامزدشده                                      | [ ۱۳ ]   |               |
| ۲۰۱۴                                      | «سلطنتی‌ها»         | Top Streaming Song (Audio)         | نامزدشده                                      | [ ۱۳ ]   |               |
| ۲۰۱۴                                      | «سلطنتی‌ها»         | Top Rock Song                      | برنده                                         | [ ۱۳ ]   |               |
| ۲۰۱۴                                      | قهرمان محض         | Top Rock Album                     | نامزدشده                                      | [ ۱۳ ]   |               |
| ۲۰۱۵                                      | قهرمان محض         | Top Rock Album                     | نامزدشده                                      | [ ۱۴ ]   |               |
| ۲۰۱۵                                      | لرد                | برترین هنرمند راک                  | نامزدشده                                      | [ ۱۴ ]   |               |
| جوایز بریت                                | ۲۰۱۴               | لرد                                | International Female Solo Artist              | برنده    | [ ۱۵ ]        |
| جوایز بریت                                | ۲۰۱۸               | لرد                                | International Female Solo Artist              | برنده    | [ ۱۶ ]        |
| جوایز گزینش منتقدان فیلم                  | ۲۰۱۵               | «شراره‌های زرد آتش»                 | Best Song                                     | نامزدشده | [ ۱۷ ]        |
| جایزه موسیقی اکو                          | ۲۰۱۴               | قهرمان محض                         | Best International Rock/Pop Female Artist     | نامزدشده | [ ۱۸ ]        |
| جوایز گافا                                | ۲۰۱۸               | لرد                                | Best Foreign Solo Act                         | نامزدشده | [ ۱۹ ]        |
| جوایز گلامور                              | ۲۰۱۴               | قهرمان محض                         | Next Breakthrough                             | نامزدشده | [ ۲۰ ]        |
| جوایز گلدن گلوب                           | ۲۰۱۵               | «شراره‌های زرد آتش»                 | بهترین ترانه غیراقتباسی                       | نامزدشده | [ ۲۱ ]        |
| جوایز گرمی                                | ۲۰۱۴               | «سلطنتی‌ها»                         | ضبط سال                                       | نامزدشده | [ ۲۲ ]        |
| جوایز گرمی                                | ۲۰۱۴               | «سلطنتی‌ها»                         | ترانه سال                                     | برنده    | [ ۲۲ ]        |
| جوایز گرمی                                | ۲۰۱۴               | «سلطنتی‌ها»                         | بهترین اجرای پاپ تک‌نفره                       | برنده    | [ ۲۲ ]        |
| جوایز گرمی                                | ۲۰۱۴               | قهرمان محض                         | بهترین آلبوم آواز پاپ                         | نامزدشده | [ ۲۲ ]        |
| جوایز گرمی                                | ۲۰۱۸               | ملودراما                           | بهترین آلبوم سال                              | نامزدشده | [ ۲۳ ]        |
| جوایز موسیقی آی‌هارت‌رادیو                  | ۲۰۱۴               | لرد                                | بهترین هنرمند جدید                            | برنده    | [ ۲۴ ]        |
| جوایز موسیقی آی‌هارت‌رادیو                  | ۲۰۱۴               | «سلطنتی‌ها»                         | Alternative Rock Song of the Year             | نامزدشده | [ ۲۴ ]        |
| جوایز موسیقی آی‌هارت‌رادیو                  | ۲۰۱۸               | «دینامیت خانگی»                    | بهترین ریمیکس                                 | نامزدشده | [ ۲۵ ]        |
| جوایز جهانی موسیقی رقص                    |                    |                                    |                                               |          |               |
| ۲۰۱۴                                      | لرد                | Best Breakthrough Artist (Solo)    | نامزدشده                                      | [ ۲۶ ]   |               |
| ۲۰۱۴                                      | «سلطنتی‌ها»         | Best Commercial / Pop Dance Track  | نامزدشده                                      | [ ۲۶ ]   |               |
| جوایز ام‌پی‌جی                              | ۲۰۱۸               | لرد                                | تهیه‌کننده بین‌المللی سال                       | نامزدشده | [ ۲۷ ]        |
| جوایز موسیقی ام‌تی‌وی اروپا                 | ۲۰۱۳               | لرد                                | Best New Zealand Act                          | برنده    | [ ۲۸ ]        |
| جوایز موسیقی ام‌تی‌وی اروپا                 | ۲۰۱۳               | لرد                                | هنرمند در حال ظهور                            | نامزدشده | [ ۲۹ ]        |
| جوایز موسیقی ام‌تی‌وی اروپا                 | ۲۰۱۴               | لرد                                | Best Push Act                                 | نامزدشده | [ ۳۰ ]        |
| جوایز موسیقی ام‌تی‌وی اروپا                 | ۲۰۱۴               | لرد                                | Best New Zealand Act                          | برنده    | [ ۳۰ ]        |
| جوایز موسیقی ام‌تی‌وی اروپا                 | ۲۰۱۴               | لرد                                | Best Alternative                              | نامزدشده | [ ۳۰ ]        |
| جوایز موسیقی ام‌تی‌وی اروپا                 | ۲۰۱۵               | لرد                                | بهترین آلترناتیو                              | نامزدشده | [ ۳۱ ]        |
| جوایز موسیقی ام‌تی‌وی اروپا                 | ۲۰۱۷               | لرد                                | بهترین آلترناتیو                              | نامزدشده | [ ۳۲ ]        |
| جوایز موسیقی ام‌تی‌وی اروپا                 | ۲۰۱۷               | لرد                                | Best New Zealand Act                          | نامزدشده | [ ۳۲ ]        |
| جوایز هزاره ام‌تی‌وی                        | ۲۰۱۷               | «چراغ سبز»                         | هیت بین‌المللی سال                             | نامزدشده | [ ۳۳ ]        |
| جوایز ویدئو موسیقی ام‌تی‌وی                 | ۲۰۱۴               | «سلطنتی‌ها»                         | Best Female Video                             | نامزدشده | [ ۳۴ ]        |
| جوایز ویدئو موسیقی ام‌تی‌وی                 | ۲۰۱۴               | «سلطنتی‌ها»                         | Best Rock Video                               | برنده    | [ ۳۴ ]        |
| جوایز ویدئو موسیقی ام‌تی‌وی                 | ۲۰۱۷               | لرد                                | Artist of the Year                            | نامزدشده | [ ۳۵ ]        |
| جوایز ویدئو موسیقی ام‌تی‌وی                 | ۲۰۱۷               | «چراغ سبز»                         | Best Editing                                  | نامزدشده | [ ۳۵ ]        |
| جوایز ویدئو موسیقی ام‌تی‌وی ژاپن            | ۲۰۱۴               | «سلطنتی‌ها»                         | Best New Artist Video                         | نامزدشده | [ ۳۶ ]        |
| جوایز موسیقی میکس                         | ۲۰۱۴               | «سلطنتی‌ها»                         | Favorite International Video                  | نامزدشده | [ ۳۷ ]        |
| جوایز ماچ موزیک ویدئو                     | ۲۰۱۴               | لرد                                | هنرمند/گروه جهانی برگزیده                     | نامزدشده | [ ۳۸ ]        |
| جوایز ماچ موزیک ویدئو                     | ۲۰۱۴               | «سلطنتی‌ها»                         | Best International Artist Video               | برنده    | [ ۳۸ ]        |
| جوایز ماچ موزیک ویدئو                     | ۲۰۱۷               | لرد                                | Most Buzzworthy International Artist or Group | نامزدشده | [ ۳۹ ]        |
| جوایز ماچ موزیک ویدئو                     | ۲۰۱۷               | لرد                                | هنرمند جهانی سال                              | برنده    | [ ۳۹ ]        |
| جوایز ماچ موزیک ویدئو                     | ۲۰۱۷               | لرد                                | Fan Fave International Artist or Group        | نامزدشده | [ ۳۹ ]        |
| جوایز ای‌پی‌آرای نیوزیلند                   | ۲۰۱۳               | «سلطنتی‌ها»                         | جایزه سیلور اسکرول                            | برنده    | [ ۴۰ ]        |
| جوایز ای‌پی‌آرای نیوزیلند                   | ۲۰۱۴               | «سلطنتی‌ها»                         | Most Performed Work Overseas                  | برنده    | [ ۴۱ ]        |
| جوایز ای‌پی‌آرای نیوزیلند                   | ۲۰۱۴               | «تیم»                              | Most Performed Work in New Zealand            | برنده    | [ ۴۱ ]        |
| جوایز ای‌پی‌آرای نیوزیلند                   | ۲۰۱۵               | «شراره‌های زرد آتش»                 | جایزه سیلور اسکرول                            | نامزدشده | [ ۴۲ ]        |
| جوایز ای‌پی‌آرای نیوزیلند                   | ۲۰۱۷               | «چراغ سبز»                         | جایزه سیلور اسکرول                            | برنده    | [ ۴۳ ]        |
| جوایز موسیقی آئوتاروا                     |                    |                                    |                                               |          |               |
| ۲۰۱۳                                      | «سلطنتی‌ها»         | Single of the Year                 | برنده                                         | [ ۴۴ ]   |               |
| ۲۰۱۳                                      | ایی‌پی باشگاه عشق   | Breakthrough Artist of the Year    | برنده                                         | [ ۴۴ ]   |               |
| ۲۰۱۳                                      | لرد                | People's Choice Award              | برنده                                         | [ ۴۴ ]   |               |
| ۲۰۱۳                                      | لرد                | International Achievement Award    | برنده                                         | [ ۴۴ ]   |               |
| ۲۰۱۴                                      | «تیم»              | Single of the Year                 | برنده                                         | [ ۴۵ ]   |               |
| ۲۰۱۴                                      | «سلطنتی‌ها»         | Highest Selling New Zealand Single | برنده                                         | [ ۴۵ ]   |               |
| ۲۰۱۴                                      | قهرمان محض         | Album of the Year                  | برنده                                         | [ ۴۵ ]   |               |
| ۲۰۱۴                                      | قهرمان محض         | بهترین هنرمند انفرادی زن           | برنده                                         | [ ۴۵ ]   |               |
| ۲۰۱۴                                      | قهرمان محض         | بهترین آلبوم پاپ                   | برنده                                         | [ ۴۵ ]   |               |
| ۲۰۱۴                                      | لرد                | People's Choice Award              | نامزدشده                                      | [ ۴۵ ]   |               |
| ۲۰۱۴                                      | لرد                | International Achievement Award    | برنده                                         | [ ۴۵ ]   |               |
| ۲۰۱۵                                      | «شراره‌های زرد آتش» | تک‌آهنگ سال                         | برنده                                         | [ ۴۶ ]   |               |
| ۲۰۱۵                                      | «شراره‌های زرد آتش» | Highest Selling New Zealand Single | نامزدشده                                      | [ ۴۶ ]   |               |
| ۲۰۱۵                                      | «شراره‌های زرد آتش» | Radio Airplay Record of the Year   | نامزدشده                                      | [ ۴۶ ]   |               |
| ۲۰۱۵                                      | قهرمان محض         | Highest Selling New Zealand Album  | نامزدشده                                      | [ ۴۶ ]   |               |
| ۲۰۱۵                                      | لرد                | International Achievement Award    | برنده                                         | [ ۴۶ ]   |               |
| ۲۰۱۷                                      | ملودراما           | Album of the Year                  | برنده                                         | [ ۴۷ ]   |               |
| ۲۰۱۷                                      | «چراغ سبز»         | تک‌آهنگ سال                         | برنده                                         | [ ۴۷ ]   |               |
| ۲۰۱۷                                      | لرد                | Best Solo Artist                   | برنده                                         | [ ۴۷ ]   |               |
| ۲۰۱۷                                      | لرد                | بهترین هنرمند پاپ                  | برنده                                         | [ ۴۷ ]   |               |
| ۲۰۱۷                                      | لرد                | جوایز برگزیده مردم                 | برنده                                         | [ ۴۷ ]   |               |
| ۲۰۱۷                                      | لرد                | International Achievement Award    | برنده                                         | [ ۴۷ ]   |               |
| جوایز رادیو نیوزیلند                      | ۲۰۱۸               | لرد: پرستار بچه                    | بهترین ویدئو                                  | برنده    | [ ۴۸ ]        |
| جایزه برگزیده کودکان استرالیایی نیکلودئون | ۲۰۱۴               | لرد                                | Hot New Talent                                | نامزدشده | [ ۴۹ ] [ ۵۰ ] |
| جایزه برگزیده کودکان استرالیایی نیکلودئون | ۲۰۱۵               | لرد                                | Favourite Aussie/Kiwi Music Act               | نامزدشده | [ ۵۱ ]        |
| ان‌ام‌ای آواردز                             | ۲۰۱۴               | لرد                                | بهترین هنرمند انفرادی                         | نامزدشده | [ ۵۲ ]        |
| ان‌ام‌ای آواردز                             | ۲۰۱۸               | لرد                                | بهترین هنرمند انفرادی بین‌الملل                | برنده    | [ ۵۳ ]        |
| ان‌ام‌ای آواردز                             | ۲۰۱۸               | لرد                                | بهترین هنرمند زنده                            | نامزدشده | [ ۵۳ ]        |
| ان‌ام‌ای آواردز                             | ۲۰۱۸               | ملودراما                           | بهترین آلبوم                                  | نامزدشده | [ ۵۳ ]        |
| ان‌ام‌ای آواردز                             | ۲۰۱۸               | «چراغ سبز»                         | بهترین قطعه                                   | نامزدشده | [ ۵۳ ]        |
| جایزه برگزیده مردم                        | ۲۰۱۴               | لرد                                | Favorite Breakout Artist                      | نامزدشده | [ ۵۴ ]        |
| Premios 40 Principales                    | ۲۰۱۴               | لرد                                | Best International New Artist                 | نامزدشده | [ ۵۵ ]        |
| جوایز کیو                                 | ۲۰۱۴               | «سلطنتی‌ها»                         | بهترین قطعه                                   | نامزدشده | [ ۵۶ ]        |
| جوایز کیو                                 | ۲۰۱۷               | لرد                                | بهترین هنرمند زنده                            | نامزدشده | [ ۵۷ ]        |
| جوایز کیو                                 | ۲۰۱۷               | «چراغ سبز»                         | بهترین قطعه                                   | نامزدشده | [ ۵۷ ]        |
| جایزه موسیقی تیت                          | ۲۰۱۴               | قهرمان محض                         | Taite Music Prize                             | برنده    | [ ۵۸ ]        |
| جوایز برگزیده نوجوانان                    | ۲۰۱۴               | لرد                                | Choice Female Artist                          | نامزدشده | [ ۵۹ ]        |
| جوایز برگزیده نوجوانان                    | ۲۰۱۴               | «تیم»                              | Choice Single by a Female Artist              | نامزدشده | [ ۵۹ ]        |
| جوایز برگزیده نوجوانان                    | ۲۰۱۷               | «چراغ سبز»                         | Choice Music: Rock/Alternative Song           | نامزدشده | [ ۶۰ ]        |
| جوایز برگزیده نوجوانان                    | ۲۰۱۷               | لرد                                | Choice Summer Female Artist                   | نامزدشده | [ ۶۰ ]        |
| جوایز موزیک ویدئو بریتانیا                | ۲۰۱۶               | «آهن‌ربا» (همراه دیسکلوژر)          | بهترین ویدئو رقص (بریتانیا)                   | نامزدشده | [ ۶۱ ]        |
| جوایز موزیک ویدئو بریتانیا                | ۲۰۱۷               | «چراغ سبز»                         | بهترین ویدئو پاپ (بین‌الملل)                   | نامزدشده | [ ۶۲ ]        |
| جوایز موسیقی ملل                          | ۲۰۱۴               | لرد                                | بهترین هنرمند زن                              | نامزدشده | [ ۶۳ ]        |
| جوایز موسیقی ملل                          | ۲۰۱۴               | لرد                                | بهترین هنرمند جدید                            | برنده    | [ ۶۳ ]        |
| جوایز موسیقی ملل                          | ۲۰۱۴               | لرد                                | بهترین هنرمند زنده                            | نامزدشده | [ ۶۳ ]        |
| جوایز موسیقی ملل                          | ۲۰۱۴               | لرد                                | سرگرمی‌ساز سال                                 | نامزدشده | [ ۶۳ ]        |
| جوایز موسیقی ملل                          | ۲۰۱۴               | لرد                                | بهترین هنرمند آلترناتیو                       | برنده    | [ ۶۳ ]        |
| جوایز موسیقی ملل                          | ۲۰۱۴               | لرد                                | پرفروش‌ترین هنرمند استرالیایی                  | برنده    | [ ۶۳ ]        |
| جوایز موسیقی ملل                          | ۲۰۱۴               | «سلطنتی‌ها»                         | بهترین ترانه                                  | نامزدشده | [ ۶۳ ]        |
| جوایز موسیقی ملل                          | ۲۰۱۴               | «تیم»                              | بهترین ترانه                                  | نامزدشده | [ ۶۳ ]        |
| جوایز موسیقی ملل                          | ۲۰۱۴               | «زمین تنیس»                        | بهترین ترانه                                  | نامزدشده | [ ۶۳ ]        |
| جوایز موسیقی ملل                          | ۲۰۱۴               | «باشگاه عشق»                       | بهترین ترانه                                  | نامزدشده | [ ۶۳ ]        |
| جوایز موسیقی ملل                          | ۲۰۱۴               | ای‌پی کلوپ عشق                      | بهترین آلبوم                                  | نامزدشده | [ ۶۳ ]        |
| جوایز موسیقی ملل                          | ۲۰۱۴               | قهرمان محض                         | بهترین آلبوم                                  | نامزدشده | [ ۶۳ ]        |
| جوایز موسیقی ملل                          | ۲۰۱۴               | «سلطنتی‌ها»                         | بهترین ویدئو                                  | نامزدشده | [ ۶۳ ]        |
| جوایز موسیقی ملل                          | ۲۰۱۴               | «تیم»                              | بهترین ویدئو                                  | نامزدشده | [ ۶۳ ]        |
| جوایز موسیقی ملل                          | ۲۰۱۴               | «زمین تنیس»                        | بهترین ویدئو                                  | نامزدشده | [ ۶۳ ]        |

## یادداشت
1. ↑  جوایز در دسته‌بندی رسمی نامزدهای قبلی نداشته و تنها برندگان توسط هیئت داوران اعلام می‌شوند. برای ساده‌سازی و جلوگیری از خطا، فرض بر این است که هر جایزه در این لیست، قبلاً کاندید شده بوده‌است.
2. ↑  سال مراسم را مشخص می‌کند. هر سال در هرجایی که ممکن باشد به مقاله مربوط به جایزه‌های برگزار شده در آن سال پیوند داده شده‌است.

1. 1 2 3 4  No nominees were announced for this award.